# Сагін Михайло Васильович
Михайло Васильович Сагін (нар. 3 жовтня 1962) — радянський та російський футболіст, нападник.

## Життєпис
Вихованець ростовського спортінтернату. У командах майстрів розпочав виступати в середині 1980-х років, грав у другій та першій лігах першості СРСР за «Балтику», ставропольське «Динамо», «Ростсільмаш», одеський СКА. За вісім років кар'єри в командах майстрів зіграв понад 230 матчів, в основному за команди першої ліги.
У 1992 році в складі «Ростсільмашу» виступав в першому розіграші чемпіонату Росії. Дебютний матч у вищій лізі зіграв у першому турі сезону, 29 березня 1992 року проти «Шинника», замінивши на 77-й хвилині Олега Санька. Всього за сезон зіграв 23 матчі у вищій лізі, в більшості з них виходив на заміни або був замінений. У першій половині наступного сезону теж був у заявці клубу, але виступав лише за дубль.
Після відходу з «Ростсільмашу» декілька років виступав на професіональному рівні за ростовський «Істочнік», потім грав за аматорські команди Ростовської області.
По завершенні кар'єри виступає за команди ветеранів, неодноразово визнавався найкращим гравцем і найкращим захисником ветеранських змагань.

## Сім'я
Син Сергій (нар. 1988) теж професіональний футболіст, виступав за команди другого дивізіону чемпіонату Росії.